# Martha Creek Park
Martha Creek Park är en park i Kanada.   Den ligger i provinsen British Columbia, i den centrala delen av landet, 3 200 km väster om huvudstaden Ottawa. Martha Creek Park ligger 572 meter över havet.
Terrängen runt Martha Creek Park är huvudsakligen bergig, men den allra närmaste omgivningen är kuperad. Martha Creek Park ligger nere i en dal som går i nord-sydlig riktning. Trakten runt Martha Creek Park är nära nog obefolkad, med mindre än två invånare per kvadratkilometer.. Närmaste större samhälle är Revelstoke, 17,6 km söder om Martha Creek Park.
I omgivningarna runt Martha Creek Park växer i huvudsak barrskog.